# ورم ليفي وعائي أنفي بلعومي
الورم الليفي الوعائي الأنفي البلعومي، ويُعرف أيضًا باسم الورم الليفي الوعائي الأنفي اليفعي، هو ورم حميد نسيجي لكنه عدائي موضعيًا في البلعوم الأنفي ينشأ من الحافة العلوية للثقبة الوتدية الحنكية وينمو في الجزء الخلفي من تجويف الأنف. يصيب بشكل شائع الذكور المراهقين (لأنه ورم حساس للهرمونات). رغم كونه ورمًا حميدًا، قد يغزو الأنف أو الخد أو الحجاج (تشوه الوجه الضفدعي) أو الدماغ. عادةً ما يعاني مرضى الورم الليفي الوعائي الأنفي البلعومي من انسداد أنفي أحادي الجانب مع رعاف غزير.

## العلامات والأعراض
- رعاف مزمن متكرر أو إفرازات أنفية ملطخة بالدم
- انسداد الأنف وسيلان الأنف
- تشوه الوجه (عندما يغزو الأعضاء القريبة)
- فقدان السمع التوصيلي نتيجة انسداد قناة أستاكيوس
- ازدواج الرؤية، وهو نتيجة ثانوية للتآكل في الشق الحجاجي العلوي ونتيجة شلل العصب الثالث والسادس.
- جحوظ العينين عند حدوث امتداد داخل الحجاج.
- فقدان حاسة الشم في حالات نادرة، والتهاب الأذن الوسطى المتكرر، وآلام العين.

## التشخيص
عند الاشتباه في حدوث ورم ليفي وعائي أنفي بلعومي بناءً على الفحص البدني (كتلة تحت المخاطية الوعائية الملساء في التجويف الأنفي الخلفي)، يجب إجراء دراسات تصويرية مثل التصوير المقطعي المحوسب أو التصوير بالرنين المغناطيسي. يجب عدم أخذ خزعة لتجنب النزف الشديد لأن الورم يتكون من أوعية دموية دون غلاف عضلي.
تعد العلامة الغارية أو علامة هولمان ميلر (الانحناء الأمامي للجدار الخلفي للفك العلوي) تشخيصية للورم الليفي الوعائي الأنفي البلعومي.
يمكن إجراء تصوير الأوعية بالطرح الرقمي (دي إس إيه) للشريان السباتي لرؤية امتداد الأورام والأوعية المغذية لها.

### التشخيص التفريقي
- سلائل منعرية غارية (نمو حميد غير ورمي)[2]
- بواغ أنفي (توجد نقطة نزف هنا أيضًا)
- خباثة -سرطان البلعوم الأنفي، اللمفوما، ورم البلازماويات، الساركومة العضلية المخططة
- ورم حبلي
- كيس أنفي بلعومي
- ورم عنقودي

## المراحل
هناك عدة أنظمة مختلفة لتمييز المراحل. أكثرها استخدامًا نظام رادكوسكي:
| المرحلة | امتداد الورم |
| IA      | يقتصر على الأنف أو البلعوم الأنفي |
| IB      | يمتد إلى أحد الجيوب المجاورة للأنف أو أكثر |
| IIA     | امتداد بسيط عبر الثقبة الوتدية الحنكية إلى الجزء الإنسي من الحفرة الجناحية الحنكية |
| IIB     | الامتداد الكامل إلى الحفرة الجناحية الحنكية، ما يؤدي إلى إزاحة الجدار الخلفي لغار الفك العلوي. الإزاحة الجانبية أو الأمامية لفروع الشريان الفكي. قد يحدث امتداد علوي، ما يؤدي إلى تآكل عظم الحجاج |
| IIC     | الامتداد عبر الحفرة الجناحية الحنكية إلى الخد والحفرة الصدغية أو الصفيحة الخلفية للناتئ الجناحي                                                                                                   |
| IIIA    | تآكل قاعدة الجمجمة مع امتداد بسيط إلى داخل الجمجمة |
| IIIB    | تآكل قاعدة الجمجمة مع امتداد واسع داخل الجمجمة مع أو بدون إصابة الجيوب الأنفية الكهفية |

## العلاج
علاج الورم الليفي الوعائي الأنفي البلعومي الأساسي هو الجراحة. يُستأصل الورم بدايةً بوسيلة خارجية أو بالمنظار. للعلاج الطبي والعلاج الإشعاعي أهمية تاريخية.

## مآل المرض
مآلُ الورم الليفي الوعائي الأنفي البلعومي جيد. لأنَّ هذه الأورام حميدة، لا تُحدث انبثاثاتٍ إلى أماكن بعيدة. مع ذلك، تكون هذه الأورام شديدة التوعية الدموية وتنمو بسرعة. يُعد الاستئصال ضروريًا لمنع انسداد الأنف والرعاف المتكرر. لا تسبب الأورام الليفية الوعائية الأنفية البلعومية الوفاة.